# Hans-Dieter Laschet
Hans-Dieter Laschet, né le 7 août 1951 à Raeren est un homme politique belge germanophone, membre du Partei für Freiheit und Fortschritt.
Il est chef de district à la Régie des Bâtiments.

## Fonctions politiques
- 1995-2006 : échevin à Raeren
- 2007-2018 : bourgmestre de Raeren
- 1999-2012 : membre du Parlement de la Communauté germanophone[1].